# Mark Hardy
Mark Lea Hardy (* 1. Februar 1959 in Samedan, Schweiz) ist ein ehemaliger kanadischer Eishockeyspieler, der von 1979 bis 1994 für die Los Angeles Kings, die New York Rangers und Minnesota North Stars in der National Hockey League spielte.

## Karriere
Der Sohn des kanadischen Eishockeyspielers Lea Hardy erblickte in der Schweiz das Licht der Welt, weshalb er in verschiedenen Statistiken der NHL als Schweizer aufgeführt wird. Tatsächlich war Mark Hardy der erste in der Schweiz geborene Spieler, der in der NHL zum Einsatz gelangte. Er ist aber nicht im Besitz der Schweizer Staatsbürgerschaft.
Als Junior spielte er für die Montréal Juniors in der QMJHL und wurde von den Los Angeles Kings beim NHL Entry Draft 1979 in der zweiten Runde als 30. gezogen. Nach dem Draft spielte er für die Binghamton Dusters in der AHL, wurde aber schon zum Ende der Saison von den Kings in die NHL geholt. Seine erste vollständige Saison spielte der Verteidiger 1980/81. Seine beste Saison hatte er 1984/85, in der er 14 Tore erzielte und 39 Tore vorbereitete. Er gewann mit der kanadischen Nationalmannschaft bei der Weltmeisterschaft 1986 die Bronzemedaille.
Kurz vor Ende der Saison 1987/88 wechselte er zu den New York Rangers. Nachdem er dort die Saison beendet hatte, wechselte er zu den Minnesota North Stars, kehrte aber bereits nach 15 Spielen nach New York zurück. Dort blieb er diesmal für fast fünf Spielzeiten, bevor er im März 1993 im Tausch für John McIntyre zu den Los Angeles Kings zurückkehrte. In Los Angeles konnte er sich aber nicht mehr entscheidend durchsetzen, spielte dann aber noch bis 1998 in der International Hockey League für die Phoenix Roadrunners, die Detroit Vipers und die Los Angeles Ice Dogs.
Hardy führt alle Statistiken der NHL für in der Schweiz geborene Spieler an. In der Punktestatistik wurde er am 25. März 2008 von Mark Streit abgelöst. Schon zu seiner aktiven Zeit war er bei den Los Angeles Ice Dogs Assistenztrainer. Ab 1999 war er Assistent bei den Los Angeles Kings. Von 2006 bis 2008 war Hardy als Assistenz-Trainer bei den Chicago Blackhawks tätig, danach folgten zwei Jahre in derselben Position bei den Los Angeles Kings. Seit der Saison 2011/12 arbeitet der Kanadier als Assistenztrainer bei den Ontario Reign in der ECHL.

### Persönliches
Seine Mutter Barbara Wyatt erreichte als Eiskunstläuferin an den Olympischen Spielen 1952 in Oslo den 7. Platz für Großbritannien.

## Erfolge und Auszeichnungen
- 1978 QMJHL First All-Star Team
- 1978 Trophée Émile Bouchard

### International
- 1986 Bronzemedaille bei der Weltmeisterschaft